# Ртищев, Фёдор Григорьевич
Фёдор Григорьевич Ртищев (ум. 1701) — русский государственный и военный деятель, стряпчий (1650), стольник (1652), воевода в Калуге и Гдове, второй сын постельничего и думного дворянина Григория Ивановича Ртищева.

## Биография
Фёдор Григорьевич Ртищев начал свою службу в 1649 году в чине жильца, находился при своем отце Григории Ивановиче, находившегося на воеводстве в Калуге. В 1650 году Ф. Г. Ртищев был назначен стряпчим, сопровождал царя Алексея Михайловича в Троице-Сергиев монастырь и подмосковное село Хорошево, где в 1652 году был пожалован в стольники.
В 1654, 1655 и 1656 годах стольник Фёдор Григорьевич Ртищев, находясь в царском полку, участвовал в походах царя Алексея Михайловича на Смоленск, Вильно и Ригу. 4 августа 1656 года по царскому распоряжению ездил к «великим послам» князю Никите Ивановичу Одоевскому с товарищи «с государевым жалованьем — спросить о здоровье» и передать грамоту о взятии Динабурга. После окончания войны стольник Фёдор Григорьевич Ртищев находился на придворной службе.
В 1664 году стольник Фёдор Ртищев был назначен в полк боярина князя Якова Куденетовича Черкасского, с которым был в Можайске и Почепе, а следующем 1665 году — в полк боярина князя Юрия Алексеевича Долгорукова в Дубровне. В 1667 году стольник Ф. Г. Ртищев был назначен на воеводство в Калуге, где пробыл три года.
В 1671 году стольник Фёдор Григорьевич Ртищев участвовал в подавлении разинского восстания, находился в полку боярина князя Юрия Алексеевича Долгорукова под Арзамасом и Красной Слободой. С конца 1673 года несколько лет находился в Москве, занимал должность походного стольника, состоял в государевом полку и иногда служил при царском столе, встречал перед столицей иностранных послов в качестве головы одной из жилецкой сотни.
30 января 1676 года Фёдор Ртищев вместе с младшим братом Лукой и другими стольниками присутствовал на похоронах царя Алексея Михайловича, участвовал в переносе царского гроба из дворца в Архангельский собор.
При царе Фёдоре Алексеевиче Фёдор Григорьевич Ртищев продолжил службу в чине походного стольника и сопровождал нового царя практически во всех поездках на богомолья и подмосковные села. В 1681 году был назначен на воеводство во Гдов. Через два года Ф. Г. Ртищев был вызван из Гдова в Москву, где продолжал службу при царском дворе. Фёдор Ртищев не участвовал в военных походах но платил подворные деньги и ведал отправкой ратных людей из столицы. В 1694 году Ф. Г. Ртищев несколько раз дневал и ночевал при гробе царицы Натальи Кирилловны, матери Петра Великого. 13 февраля 1696 года после смотра, произведенном Тихоном Никитичем Стрешневым, Фёдор Ртищев был освобожден от военной службы. В 1701 году стольник Фёдор Григорьевич Ртищев скончался.
Владел вотчинами и поместьями в Московском, Каширском, Елецком, Рязанском, Ряжском и Воротынском уездах.

## Семья
Фёдор Григорьевич Ртищев оставил после себя двух сыновей и дочь. Дети: Алексей Фёдорович Ртищев, стольник царицы Прасковьи Фёдоровны, и Михаил Меньшой Фёдорович Ртищев, полковой стольник. Алексей и Михаил Ртищевы участвовали в битве под Нарвой, служили в офицерских чинах и умерли бездетными. Дочь — Фёкла, супруга (c 1700) Фёдора Леонтьевича Лопухина, внука Илариона Дмитриевича Лопухина.